# 주서요류
주서요류(朱書要類)는 조선 중기의 학자 포저 조익이 주희의 서간문 가운데서 학문에 필요한 글을 뽑아 엮은 책이다. 12권 6책으로된 목판본이다. 현재 규장각, 국립중앙도서관 등에 소장되어 있다.

## 편찬 경위
1642년(인조 20년)에 간행되었다. 권두에는 조익의 자서가 있다.

## 편찬 형식
이황(李滉)의 《주자서절요》의 편찬 형식을 따라 편찬되었다.